# Les Ulis
Les Ulis  [lɛz ylis] je francouzské město v departementu Essonne v regionu Île-de-France. Je chef-lieu kantonu Les Ulis. Nachází se zde kostel svatého Jana Křtitele.

## Poloha
Město Les Ulis se nachází asi 23 km jihozápadně od Paříže. Obklopují ho obce Orsay na severu, Villebon-sur-Yvette na severovýchodě, Villejust na východě, Marcoussis na jihovýchodě, Saint-Jean-de-Beauregard na jihu a na jihozápadě a Bures-sur-Yvette na západě a na severozápadě.

## Vývoj počtu obyvatel
Počet obyvatel

## Partnerská města
- Sédhiou, Senegal
- Thetford, Spojené království
- Sátão, Portugalsko